# Mannophryne neblina
Espèce
Synonymes
- Prostherapis neblina Test, 1956

Statut de conservation UICN

 CR B1ab(v)+2ab(v) : 
En danger critique
Mannophryne neblina est une espèce d'amphibiens de la famille des Aromobatidae.

## Répartition
Cette espèce est endémique du Parc national Henri Pittier dans l'État d'Aragua au Venezuela. Elle se rencontre entre 900 et 1 100 m d'altitude.

## Publication originale
- Test, 1956 : Two new dendrobatid frogs from northern Venezuela. Occasional Papers of the Museum of Zoology, University of Michigan, no 577, p. 1-9 (texte intégral).